# یانگ جونشیا
یانگ جونشیا (انگلیسی: Yang Junxia؛ زادهٔ ۲ مه ۱۹۸۹) جودوکار زن اهل چین است. وی در بازی‌های المپیک تابستانی ۲۰۱۶ و ۲۰۲۰ شرکت کرده‌است.